# Migliori realizzatori da 3 punti ABA
In questa pagina sono elencati i giocatori che hanno realizzato il maggior numero di tiri da tre punti nella Regular Season in carriera nella storia della ABA dal 1967 al 1976, e per ogni giocatore è indicato il numero di tiri realizzati, di tiri tentati e la percentuale al tiro da tre in Regular Season ABA e nei Playoffs ABA.

## Classifica dei migliori realizzatori da tre punti in ABA
|  | Eletto nella Basketball Hall of Fame |

| #  | Nome             | Tiri da tre realizzati | Tiri da tre tentati | Percentuali da tre (%) | Tiri da tre realizzati | Tiri da tre tentati | Percentuali da tre (%) |
|    |                  | Regular Season         | Regular Season      | Regular Season         | Playoffs               | Playoffs            | Playoffs               |
| -- | ---------------- | ---------------------- | ------------------- | ---------------------- | ---------------------- | ------------------- | ---------------------- |
| 1  | Louie Dampier    | 794                    | 2.217               | 35,8                   | 119                    | 325                 | 36,6                   |
| 2  | Bill Keller      | 506                    | 1.495               | 33,9                   | 87                     | 255                 | 34,1                   |
| 3  | Glen Combs       | 503                    | 1.369               | 36,7                   | 34                     | 121                 | 28,1                   |
| 4  | George Lehmann   | 409                    | 1.121               | 36,5                   |                        |                     |                        |
| 5  | Darel Carrier    | 398                    | 1.055               | 37,7                   | 57                     | 146                 | 39,0                   |
| 6  | Warren Jabali    | 322                    | 1.010               | 31,9                   | 11                     | 66                  | 16,7                   |
| 7  | Roger Brown      | 312                    | 971                 | 32,1                   | 68                     | 190                 | 35,8                   |
| 8  | Chico Vaughn     | 306                    | 1.015               | 30,1                   | 30                     | 114                 | 26,3                   |
| 9  | Freddie Lewis    | 275                    | 983                 | 28,0                   | 43                     | 175                 | 24,6                   |
| 10 | Stew Johnson     | 269                    | 872                 | 30,8                   | 12                     | 30                  | 40,0                   |
| 11 | Joe Hamilton     | 243                    | 778                 | 31,2                   | 12                     | 37                  | 32,4                   |
| 12 | Charlie Williams | 210                    | 795                 | 26,4                   | 19                     | 79                  | 24,1                   |
| 13 | Steve Jones      | 186                    | 550                 | 33,8                   | 8                      | 30                  | 26,7                   |
| 14 | Mike Butler      | 172                    | 596                 | 28,9                   | 16                     | 61                  | 26,2                   |
| 15 | John Brisker     | 166                    | 517                 | 32,1                   |                        |                     |                        |
| 16 | Larry Jones      | 152                    | 548                 | 27,7                   | 10                     | 37                  | 27,0                   |
| 17 | Don Buse         | 151                    | 462                 | 32,7                   | 16                     | 64                  | 25,0                   |
| 18 | Les Selvage      | 147                    | 465                 | 31,6                   |                        |                     |                        |
| 19 | Johnny Neumann   | 145                    | 539                 | 26,9                   | 6                      | 22                  | 27,3                   |
| 20 | George Stone     | 144                    | 446                 | 32,3                   | 18                     | 83                  | 21,7                   |
| 21 | Ron Perry        | 139                    | 405                 | 34,3                   | 11                     | 38                  | 28,9                   |
| 22 | Rich Jones       | 131                    | 432                 | 30,3                   | 7                      | 38                  | 18,4                   |
| 23 | Skeeter Swift    | 130                    | 436                 | 29,8                   |                        |                     |                        |
| 24 | Billy Shepherd   | 129                    | 361                 | 35,7                   | 11                     | 39                  | 28,2                   |
| 25 | Bob Verga        | 127                    | 429                 | 29,6                   | 4                      | 16                  | 25,0                   |
| 26 | Ron Boone        | 123                    | 415                 | 29,6                   | 13                     | 54                  | 24,1                   |
| 26 | Tony Jackson     | 123                    | 447                 | 27,5                   |                        |                     |                        |
| 28 | Rick Mount       | 121                    | 382                 | 31,7                   | 28                     | 85                  | 32,9                   |
| 29 | Bo Lamar         | 118                    | 442                 | 26,7                   | 7                      | 17                  | 41,2                   |
| 30 | Wendell Ladner   | 112                    | 444                 | 25,2                   | 23                     | 86                  | 26,7                   |
| 31 | Al Smith         | 111                    | 380                 | 29,2                   | 5                      | 16                  | 31,3                   |
| 31 | Lonnie Wright    | 111                    | 435                 | 25,5                   | 6                      | 34                  | 17,6                   |
| 33 | John Barnhill    | 107                    | 454                 | 23,6                   | 8                      | 35                  | 22,9                   |
| 34 | John Roche       | 104                    | 313                 | 33,2                   | 27                     | 65                  | 41,5                   |
| 35 | Rick Barry       | 103                    | 372                 | 27,7                   | 40                     | 97                  | 41,2                   |
| 36 | Jeff Congdon     | 102                    | 358                 | 28,5                   | 18                     | 61                  | 29,5                   |
| 37 | George Thompson  | 101                    | 381                 | 26,5                   |                        |                     |                        |
| 38 | Ben Warley       | 98                     | 345                 | 28,4                   | 7                      | 16                  | 43,8                   |
| 39 | Bob Warren       | 96                     | 367                 | 26,2                   | 17                     | 58                  | 29,3                   |
| 40 | Mike Barrett     | 94                     | 303                 | 31,0                   | 24                     | 76                  | 31,6                   |
| 41 | Jimmy Rayl       | 91                     | 267                 | 34,1                   | 4                      | 14                  | 28,6                   |
| 42 | Julius Erving    | 88                     | 273                 | 32,2                   | 10                     | 40                  | 25,0                   |
| 43 | Larry Miller     | 82                     | 331                 | 24,8                   | 2                      | 5                   | 40,0                   |
| 44 | John Beasley     | 81                     | 256                 | 31,6                   | 8                      | 36                  | 22,2                   |
| 44 | George McGinnis  | 81                     | 279                 | 29,0                   | 29                     | 100                 | 29,0                   |
| 46 | Art Heyman       | 72                     | 256                 | 28,1                   | 21                     | 55                  | 38,2                   |
| 47 | Red Robbins      | 69                     | 226                 | 30,5                   | 9                      | 32                  | 28,1                   |
| 47 | Willie Somerset  | 69                     | 246                 | 28,0                   | 4                      | 14                  | 28,6                   |
| 49 | Mack Calvin      | 62                     | 245                 | 25,3                   | 12                     | 35                  | 34,3                   |
| 50 | Bird Averitt     | 56                     | 225                 | 24,9                   | 3                      | 21                  | 14,3                   |
| 51 | Brian Taylor     | 54                     | 176                 | 30,7                   | 12                     | 37                  | 32,4                   |
| 52 | Ron Franz        | 53                     | 190                 | 27,9                   | 1                      | 9                   | 11,1                   |
| 53 | Merv Jackson     | 51                     | 152                 | 33,6                   | 12                     | 30                  | 40,0                   |
| 54 | Arvesta Kelly    | 50                     | 198                 | 25,3                   | 7                      | 18                  | 38,9                   |
| 55 | George Carter    | 49                     | 163                 | 30,1                   | 2                      | 14                  | 14,3                   |
| 56 | Larry Brown      | 48                     | 209                 | 23,0                   | 5                      | 29                  | 17,2                   |
| 57 | Claude Terry     | 47                     | 139                 | 33,8                   | 1                      | 19                  | 5,3                    |
| 58 | Charlie Scott    | 45                     | 175                 | 25,7                   | 8                      | 31                  | 25,8                   |
| 58 | George Gervin    | 45                     | 192                 | 23,4                   | 5                      | 21                  | 23,8                   |
| 60 | Lloyd Batts      | 42                     | 147                 | 28,6                   |                        |                     |                        |